# Приступа Герман Леонідович
Герман Леонідович Приступа — полковник УМВС.

## З життєпису
Станом на квітень 2013 року — в. о. начальника Торецького міського відділу ГУМВС України в Донецькій області.
У квітні 2014-го з полковником Андрієм Крищенком відбивався від задурманених російською пропагандою проросійських сепаратистів у Горлівці. Приступа з честю обороняв свій пост — відстрілювався у Горлівці з полковником А. Крищенком від проросійських терористів під час тригодинного штурму.

## Нагороди
20 червня 2014 року — за особисту мужність та героїзм, виявлені у захисті державного суверенітету та територіальної цілісності України, вірність військовій присязі під час російсько-української війни, відзначений — нагороджений орденом «За мужність» III ступеня.